# Марія Ізабелла Савойська
Марія Ізабелла Савойська (італ. Maria Isabella di Savoia-Genova), повне ім'я Марія Ізабелла Елена Іммакулата Барбара Анна Паче Савойська (італ. Maria Isabella Elena Immacolata Barbara Anna Pace di Savoia), (нар. 23 червня 1943) — італійська принцеса з Савойської династії, донька герцога Генуї Еудженіо Савойського та принцеси Обох Сицилій Лючії де Бурбон, дружина Альберто Фріолі, графа ді Реццано. Походить з роду Ярославичів, нащадків Руських князів.

## Біографія
Марія Ізабелла народилась 23 червня 1943 у Римі. Вона стала першою та єдиною донькою в родині герцога Анкони Еудженіо Савойського та його дружини Лючії де Бурбон.
Королем Італії в цей час був її двоюрідний дядько, Віктор Емануїл III. Фактичним правителем вже більше двадцяти років виступав фашистський дуче Беніто Муссоліні. Тривала Друга світова війна. Менш, ніж за місяць, після народження Марії Ізабелли, почалася висадка британсько-американських союзників на Сицилії. 4 червня 1944 союзники увійшли до Риму.
Після закінчення війни, в Італії було проведено національний референдум щодо подальшого державного устрою країни. 54% висловилися за створення республіки. Еудженіо Савойський вирішив після цього виїхати до Бразилії. Родина жила на фермі поблизу Сан-Паулу.
У віці 27 років Марія Ізабелла пошлюбилася із своїм однолітком Альберто Фріолі. Весілля відбулося 29 квітня 1971 в швейцарській Лозанні. У подружжя народилося четверо дітей. Всі вони з'явилися на світ в Сан-Паулу.
1977 титулярний король Італії Умберто II надав свекору Марії Ізабелли, Ґвідо Альдо Фріолі, титул графа ді Реццано.
1990 Еудженіо Савойський успадкував титул герцога Генуї. Однак, після його смерті у 1996, Марія Ізабелла не могла герцогинею, оскільки титул передавався виключно по чоловічій лінії.

## Родина
Чоловік — Альберто Фріолі, граф ді Реццано
Діти:
- Вітторіо Еудженіо (нар.1972) — одружений із Сорайєю Барбарозою Сільвою;[3]
- Марія Крістіна (17 серпня—23 вересня 1973) — померла невдовзі після народження;
- Карло Альберто (нар.1974) — одружений із Прісциллою Разо;[3]
- Марія Люче (нар.1978) — неодружена, має доньку.[4]